# Campionato mondiale di hockey su ghiaccio 1987
Il campionato mondiale di hockey su ghiaccio 1987 (52ª edizione) si è svolto dal 17 aprile al 3 maggio 1987 in Austria, in particolare nella città di Vienna. Esso è stato considerato anche come campionato europeo, alla sua 63ª edizione.
Vi hanno partecipato otto rappresentative nazionali. A trionfare è stata la nazionale svedese, che ha conquistato così il quarto titolo mondiale.
Per quanto riguarda il titolo europeo sono state considerate le sfide tra le nazionali europee relative al primo turno della manifestazione ed il titolo è andato in questo caso alla nazionale sovietica, che ha ottenuto il suo 25º titolo europeo.

## Nazionali partecipanti
- Unione Sovietica
- Svezia
- Cecoslovacchia
- Canada
- Germania Ovest
- Finlandia
- Stati Uniti
- Svizzera

## Podio

### Mondiale
| Pos. | Squadra          |
| ---- | ---------------- |
| 1°   | Svezia           |
| 2°   | Unione Sovietica |
| 3°   | Cecoslovacchia   |

### Europeo
| Pos. | Squadra          |
| ---- | ---------------- |
| 1°   | Unione Sovietica |
| 2°   | Cecoslovacchia   |
| 3°   | Finlandia        |